# Stichopogon schineri
Stichopogon schineri là một loài ruồi trong họ Asilidae. Stichopogon schineri được Koch miêu tả năm 1872.